# Feldhockey-Europameisterschaft der Damen 2011
Die Feldhockey-Europameisterschaft der Damen 2011 war die zehnte Auflage der Feldhockey-Europameisterschaft der Damen. Sie fand vom 20. bis 28. August in Mönchengladbach gemeinsam mit der Europameisterschaft der Herren statt.
Europameister wurde die Damenmannschaft der Niederlande, die die Mannschaft der Bundesrepublik Deutschland im Finale bezwang; den dritten Platz belegte England vor Spanien.

## Teilnehmer
- Niederlande (Titelverteidiger)
- Deutschland (Gastgeber)
- England
- Spanien
- Irland
- Aserbaidschan
- Belgien (Aufsteiger)
- Italien (Aufsteiger)

## Vorrunde

### Gruppe A
| Datum – Uhrzeit    | Team 1        | Team 2        | Ergebnis  |
| ------------------ | ------------- | ------------- | --------- |
| 20. August – 10:00 | Spanien       | Italien       | 4:0 (2:0) |
| 20. August – 12:00 | Niederlande   | Aserbaidschan | 8:0 (5:0) |
| 21. August – 12:00 | Aserbaidschan | Italien       | 5:3 (3:1) |
| 21. August – 18:00 | Spanien       | Niederlande   | 1:0 (1:0) |
| 23. August – 17:00 | Aserbaidschan | Spanien       | 1:2 (0:0) |
| 23. August – 19:00 | Niederlande   | Italien       | 5:1 (2:1) |

Tabelle
| Rang | Land          | Spiele | Tore | Differenz | Punkte |
| ---- | ------------- | ------ | ---- | --------- | ------ |
| 1    | Spanien       | 3      | 7:1  | + 6       | 9      |
| 2    | Niederlande   | 3      | 13:2 | +11       | 6      |
| 3    | Aserbaidschan | 3      | 6:12 | - 6       | 3      |
| 4    | Italien       | 3      | 4:14 | −10       | 0      |

### Gruppe B
| Datum – Uhrzeit    | Team 1      | Team 2      | Ergebnis  |
| ------------------ | ----------- | ----------- | --------- |
| 20. August – 16:00 | Deutschland | Irland      | 3:0 (2:0) |
| 20. August – 18:00 | England     | Belgien     | 4:0 (2:0) |
| 21. August – 16:00 | England     | Deutschland | 2:0 (1:0) |
| 21. August – 20:00 | Irland      | Belgien     | 0:3 (0:2) |
| 23. August – 13:00 | Irland      | England     | 1:3 (1:0) |
| 23. August – 15:00 | Deutschland | Belgien     | 4:0 (1:0) |

Tabelle
| Rang | Land        | Spiele | Tore | Differenz | Punkte |
| ---- | ----------- | ------ | ---- | --------- | ------ |
| 1    | England     | 3      | 9:1  | +8        | 9      |
| 2    | Deutschland | 3      | 7:2  | +5        | 6      |
| 3    | Belgien     | 3      | 3:8  | −5        | 3      |
| 4    | Irland      | 3      | 1:9  | −8        | 0      |

## Finalrunde

### Abstiegsspiele
Die Dritten und Vierten beider Gruppen bilden eine Abstiegsgruppe. Die beiden Letzten müssen in die Nations-Trophy absteigen, aus der für die EM 2013 Schottland und Weißrussland aufsteigen. Die Spiele der Dritten gegen die Vierten derselben Gruppe wurden aus der Vorrunde übernommen.
| Datum – Uhrzeit    | Team 1        | Team 2  | Ergebnis  |
| ------------------ | ------------- | ------- | --------- |
| 25. August – 14:00 | Italien       | Belgien | 0:4 (0:2) |
| 25. August – 16:00 | Aserbaidschan | Irland  | 1:3 (0:1) |
| 27. August – 08:30 | Italien       | Irland  | 1:4 (0:3) |
| 27. August – 10:30 | Aserbaidschan | Belgien | 1:3 (0:2) |

Tabelle
| Rang | Land          | Spiele | Tore | Differenz | Punkte |
| ---- | ------------- | ------ | ---- | --------- | ------ |
| 5    | Belgien       | 3      | 10:1 | + 9       | 9      |
| 6    | Irland        | 3      | 7:5  | +2        | 6      |
| 7    | Aserbaidschan | 3      | 7:9  | −2        | 3      |
| 8    | Italien       | 3      | 4:13 | - 9       | 0      |

### Finalspiele
|  | Halbfinale          | Halbfinale         |                    |   | Finale             | Finale             |
|  |                     |                    |                    |   |                    |                    |
|  | Niederlande         | 2                  |                    |   |                    |                    |
|  | England             | 0                  |                    |   |                    |                    |
|  | 25. August – 18:30  |                    |                    |   |                    |                    |
|  |                     |                    | 27. August – 15:00 |   |                    |                    |
|  | Niederlande         | 3                  |                    |   |                    |                    |
|  |                     | Deutschland        | 0                  |   |                    |                    |
|  |                     |                    |                    |   |                    |                    |
|  | Spiel um Platz drei |                    |                    |   |                    |                    |
|  | 25. August – 21:00  | 25. August – 21:00 | England            | 2 |                    |                    |
|  | Spanien             | 1                  | Spanien            | 1 |                    |                    |
|  | Deutschland         | 2                  |                    |   | 27. August – 13:00 | 27. August – 13:00 |